# 中国共産党雲南省委員会
中国共産党雲南省委員会（ちゅうごくきょうさんとううんなんしょういいんかい）は中国共産党に所在する雲南省を運営する組織である。
中国共産党雲南省委員は中国共産党雲南省大会という選挙によって選出される。大会が開催されていない期間は、中国共産党中央委員会の指示を雲南省で実行し、雲南省の行動を指導し、中国共産党中央委員会に定期的に報告する。

## 沿革
1926年8月、李鑫は中国共産党広東区執行委員会から雲南に派遣され、同年11月に中国共産党雲南省特別委員会を設立し、書記を務めた。雲南鉄道沿線の労働運動と昆明近郊の農民運動の指導に責任を負った。1927年2月、李鑫は中国共産党広東区執行委員会の指示に基づき、幹部訓練班の一部の党員と革命青年を率いて昆明に戻り、雲南省特別委員会を基礎に中国共産党雲南省臨時工作委員会を拡大し、王徳三が書記、李鑫、呉澄らが委員を務めた。昆明市総工会、雲南農民協会、雲南婦女解放協会などを設立した。
1930年1月28日、中国共産党雲南省臨時委員会は中国共産党中央委員会の指示に従って拡大会議を開催し、中国共産党雲南省委員会書記が選出された。書記王徳三、組織部長劉平楷、宣伝部長張経辰、委員李国柱、呉緝熙、呉澄、劉林元、候補委員陳加銑、呉永康。同年末には報道により省党委員会機関が破壊され、王徳山ら主要指導者が逮捕・処刑された。中国共産党雲南省委員会が終了。
1947年11月末、雲南省工作委員会は中国共産党中央委員会と香港支部の指示に従い、雲南省内で武装闘争を開始することを決定した。雲南省工作委員会は黄平を特別委員に任命し、各地での党支部の設立を主導した。
1952年10月、雲南省委員会辺疆工作委員会が設立され、「雲南省委辺疆工委」および「雲南省委辺委」と呼ばれました。省党委員会書記の謝富治は辺疆工作委員会書記を兼任しており、副書記には胡栄貴（軍区政治部主任）、王連芳、侯方岳が就任する。1955年初め、西南大区が廃止された後、孫雨亭は西南民族委員会から雲南省委員会常務委員会および省辺疆工作委員会書記に異動された。1973年1月には党と政府を統合した雲南省民族辺疆工作委員会が設置され、1979年3月には雲南省委員会民族部が設置された。

## 職責
『中国共産党地方委員会工作条例』によると、中国共産党地方委員会は主に政治、思想と組織指導を実行し、以下の職能を担う：
1. 地域の主要な問題についての意思決定を行う。
2. 法的手続きを通じて、党組織の主張を地方の規制、地方政府の規則又はその他の政令にする。
3. 地域の思想文化宣伝工作に対する指導を強化し、イデオロギー工作の指導権、発言権をしっかりと掌握する。
4. 幹部管理権限に従い幹部を任免し、管理し、地方国家機関、政協組織、人民団体、国有企業事業単位等に重要幹部を推薦する。
5. 人民代表大会、政府、政治協商会議、裁判所、検察院、人民団体などが法により規約に基づき独立して責任を負い、協調一致して業務を展開することを支持・保証し、これらの組織における党グループの指導の核心的役割を発揮する。
6. 地域の群団活動と統一戦線活動に対する指導を強化する。
7. 所属する党組織と広範な党員を動員、組織し、大衆を団結させて党の目標任務を実現する。

## 構成機関
『雲南省機構改革方案』によると、中国共産党雲南省委員会には15の工作機関が設置され、工作機関が管理する機関（副庁級）が1つある。中国共産党雲南省委員会は以下の機構を設置している：
- 中国共産党雲南省委員会弁公庁

### スキル部門
- 中国共産党雲南省委員会組織部
- 中国共産党雲南省委員会宣伝部
- 中国共産党雲南省委員会統一戦線工作部
- 中国共産党雲南省委員会政法委員会

### 仕事部門
- 中国共産党雲南省委員会組織部政策研究室
- 中国共産党雲南省委員会組織部国家安全委員会弁公室
- 中国共産党雲南省委員会網絡安全・情報化委員会弁公室
- 中国共産党雲南省委員会財経委員会弁公室
- 中国共産党雲南省委員会機構編成委員会弁公室
- 中国共産党雲南省委員会軍民融合発展委員会弁公室
- 中国共産党雲南省委員会台港澳工作弁公室
- 中国共産党雲南省委員会巡回指導者小組弁公室
- 中国共産党雲南省委員会老幹部局

### 派遣機関
- 中国共産党雲南省委員会直属機関工作委員会

### 直属事業単位
- 中国共産党雲南省委員会党校
- 雲南社会主義学院
- 『雲南日報（中国語版）』社
- 中国共産党雲南省委員会党史研究院
- 雲南省公文書館

……

### 作業組織が管理する機関
- 中国共産党雲南省委員会機密局（省委員会弁公庁が管理する）

## 歴代の書記
| 肖像 | 氏名   | 氏名（簡体字） | 就任           | 退任           | 注     |
| ---- | ------ | -------------- | -------------- | -------------- | ------ |
|      | 宋任窮 | 宋任穷         | 1950年2月      | 1952年7月      | [ 4 ]  |
|      | 謝富治 | 谢富治         | 1952年7月      | 1959年8月      | [ 4 ]  |
|      | 閻紅彦 | 阎红彦         | 1959年8月      | 1967年1月      | [ 4 ]  |
|      | 周興   | 周兴           | 1970年6月      | 1975年10月     | [ 4 ]  |
|      | 賈啓允 | 贾启允         | 1975年10月     | 1977年2月      | [ 4 ]  |
|      | 安平生 | 安平生         | 1977年2月      | 1985年7月      | [ 4 ]  |
|      | 普朝柱 | 普朝柱         | 1985年7月      | 1995年6月      | [ 4 ]  |
|      | 高厳   | 高严           | 1995年6月      | 1997年8月      | [ 5 ]  |
|      | 令狐安 | 令狐安         | 1997年8月      | 2001年10月     | [ 6 ]  |
|      | 白恩培 | 白恩培         | 2001年10月25日 | 2011年8月25日  | [ 7 ]  |
|      | 秦光栄 | 秦光荣         | 2011年8月25日  | 2014年10月14日 | [ 8 ]  |
|      | 李紀恒 | 李纪恒         | 2014年10月14日 | 2016年8月28日  | [ 9 ]  |
|      | 陳豪   | 陈豪           | 2016年8月28日  | 2020年11月20日 | [ 10 ] |
|      | 阮成発 | 阮成发         | 2020年11月20日 | 2021年10月19日 | [ 11 ] |
|      | 王寧   | 王宁           | 2021年10月19日 | 現在           | [ 12 ] |

## 歴代の構成員
第九期省委（2011年11月-2016年12月）
- 書記：秦光栄（-2014年10月）、李紀恒（2014年10月-2016年8月）、陳豪
- 副書記：李紀恒（-2014年10月）、仇和（-2015年3月）、鍾勉（2015年4月-2016年12月）、陳豪（2014年10月-2016年8月）、李秀領（2016年10月-）、阮成発（2016年12月-）
- 常務委員：秦光栄（-2014年11月）、李紀恒、仇和（-2015年3月）、李江（女）、張田欣（-2014年7月）、黄毅（景頗族）、孟蘇鉄（-2016年8月）、曹建方（-2015年12月）、辛維光（-2015年3月）、劉維佳（-2016年2月）、楊成熙（-2013年12月）、趙金、李培、石暁（2014年5月-2014年12月）陳豪（2014年10月-）、鐘勉（2015年4月-2016年12月）、張碩輔（2015年4月-）、楊光躍（2015年7月-）、程連元（2016年3月-）、李小三（2016年5月-）、李邑飛（2016年5月-）、李秀領（2016年10月-）、阮成発（2016年12月-）

第十期省委（2016年12月至2021年11月）
- 書記：陳豪（-2020年11月）、阮成発（2020年11月-2021年10月）、王寧（2021年10月-）
- 副書記：阮成発（-2020年11月）、李秀領（-2019年1月）、王予波（2019年6月-）、李小三（2021年5月-2021年11月）、石玉鋼（苗族）（2021年11月-）
- 常務委員：陳豪（-2020年11月）、阮成発（-2021年10月）、李秀領（-2019年1月）、趙金、張碩輔（-2017年1月）、程連元、李小三（-2021年11月）、李邑飛（-2017年3月）、劉慧晏（-2020年11月）、張太原、楊寧（女）（白族）（-2018年10月）、李文栄、陸俊華（2017年1月-2018年6月）、宗国英（2017年3月-）、余琨（2017年12月-）、馮志礼（2018年7月-）、王予波（2019年6月-）、張国華（2020年4月-2020年12月）、陳舜（2021年2月-2021年9月）、楊亜林（2021年3月-）、劉洪建（2021年5月-）、王寧（2021年10月-）、劉非（2021年10月-）、石玉鋼（苗族）（2021年11月-）

第十一期省委（2021年11月至今）
- 書記：王寧
- 副書記：王予波、石玉鋼（苗族）
- 常務委員：王寧、王予波、石玉鋼（苗族）、馮志礼、劉洪建、李剛（－2023年10月）、楊亜林、邱江（仡佬族）、崔茂虎（－2022年6月）、劉非、李石松（白族）（-2024年6月）、曾艷（女）、魯伝剛（2022年2月－2023年8月）、楊寧（女）（白族）（2022年5月－）、鄭仲全（2023年8月－）、楊斌（2023年12月－）、張治礼（2024年4月－2024年10月）、趙俊民（2024年12月－）